# تپه خرمن (امستان علیا)
تپه خرمن (امستان علیا) مربوط به دوره اشکانیان است و در شهرستان گرمی، روستای امستان واقع شده و این اثر در تاریخ ۲۵ اسفند ۱۳۴۵ با شمارهٔ ثبت ۶۳۶ به‌عنوان یکی از آثار ملی ایران به ثبت رسیده است.